# Прапор Радомишльського району
Пра́пор Ра́домишльського райо́ну затверджений рішенням Радомишльської районної ради.

## Опис прапора
Прямокутне полотнище зі співвідношенням сторін 2:3 складається з трьох горизонтальних смуг - жовтої, синьої, зеленої (2:1:2). На верхній смузі біля древка герб району. 